# Frans-Duitse taalgrens in Frankrijk

De talen in Frankrijk

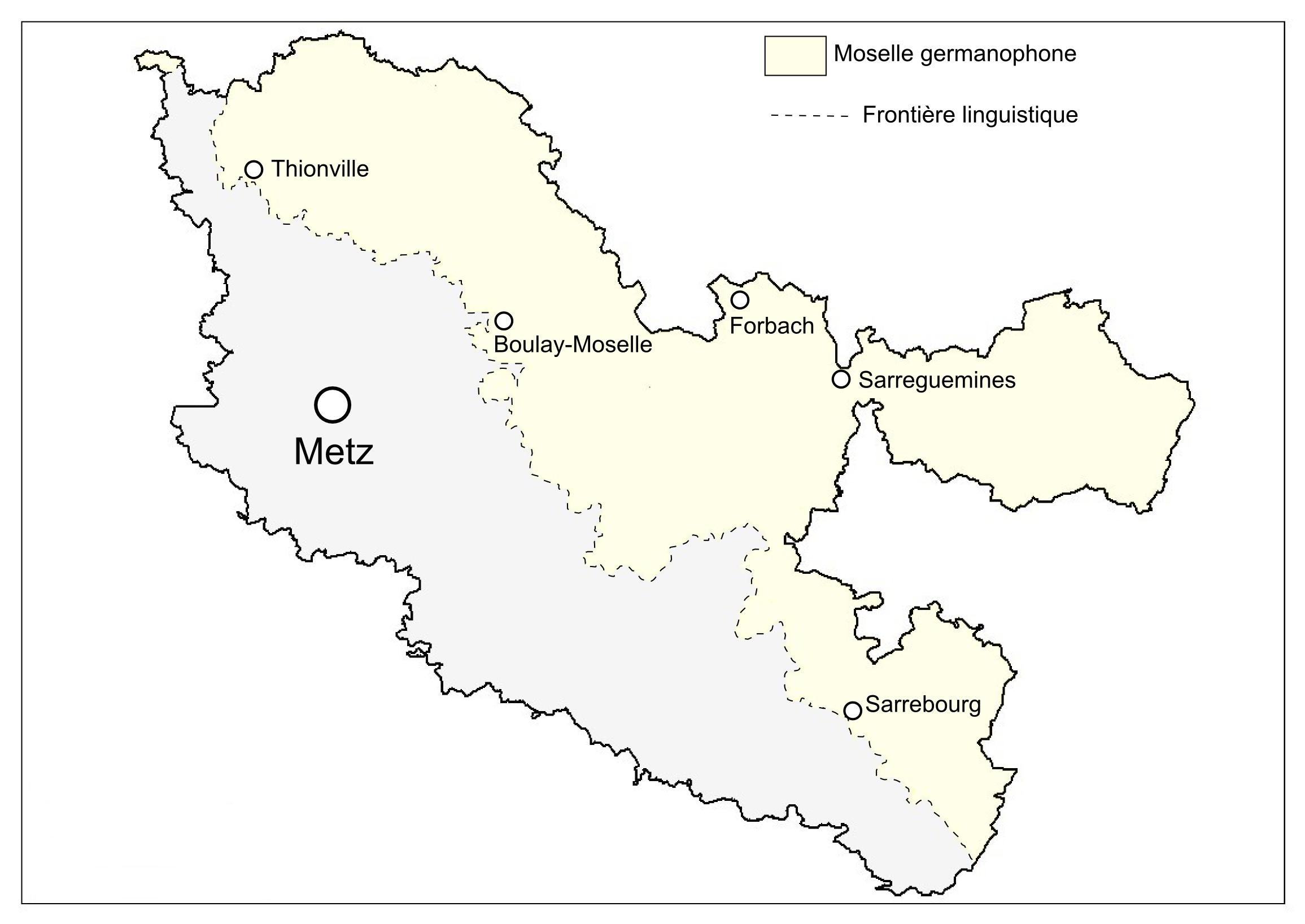
De taalgrens in het departement Moselle rond 1900

De Frans-Duitse taalgrens in Frankrijk is de taalgrens tussen het Frans en het Duits (waaronder Duitse dialecten) die loopt tussen Luxemburg in het noorden en Zwitserland in het zuiden op het grondgebied van Frankrijk. Deze taalgrens is eeuwenlang redelijk stabiel gebleven. Ze verschoof ten voordele van het Frans vanaf het midden van de 17e eeuw. Nadat Moezel en Elzas in 1918 definitief bij Frankrijk kwamen is het Duits steeds meer in verdrukking geraakt in deze van oorsprong Duitstalige gebieden van Frankrijk.

## Evolutie
Voor het jaar 1000 was de situatie diffuus. Er zijn plaatsnamen van romaanse oorsprong in gebieden die daarna Duitstalig waren en er waren kernen van Duitstaligen in later Franstalig gebied. De taalgrens omstreeks het jaar 1000 liep ten westen van Thionville, over het plateau van Lotharingen en verder naar het zuiden langs de Vogezen. Het westen en het zuidwesten van het departement Moselle waren Franstalig (Metz, Château-Salins, Dieuze). Ook het zuidwesten van het departement Bas-Rhin en het uiterste westen van het departement Haut-Rhin waren Franstalig. Het is niet eenvoudig een duidelijke scheidslijn te trekken want er was overal sprake van meertaligheid.
Deze taalgrens bleef redelijk stabiel tot 1600 al waren er lichte verschuivingen ten voordele van het Duits ten zuiden van Thionville en ten westen van Dieuze en ten voordele van het Frans aan de Zwitserse grens. Na het einde van de Dertigjarige Oorlog werden ontvolkte streken tussen Saverne en Bénestroff bevolkt door Franstalige inwijkelingen. Een omgekeerde beweging vond plaats in de vallei van Saint-Marie-aux-Mines met de komst van Duitse mijnwerkers in de 17e eeuw. De taalgrens schoof van 1600 tot het einde van de 19e eeuw zo'n 80 km op naar het oosten van Morhange in het noorden tot Saint-Dié in het zuiden.
Na de terugkeer van Moezel en Elzas bij Frankrijk na 1918 is er een algemene achteruitgang van de Duitse dialecten in de van oorsprong Duitstalige gebieden ten voordele van het Frans. Dit is een gevolg van migratie en van een verminderde overdracht van het dialect tussen generaties. Zodoende valt de taalgrens steeds meer samen met de staatsgrens tussen Frankrijk en Duitsland. In 2012 verklaarde 43% van de Elzassers vlot een Elzassisch (Duitstalig) dialect te spreken. In 1900 was dit 95%.